# Eurya leptanta
Eurya leptanta là một loài thực vật có hoa trong họ Pentaphylacaceae. Loài này được Diels mô tả khoa học đầu tiên năm 1922.